# Sea Dogs
Sea Dogs é um curta-metragem mudo norte-americano, realizado em 1916, do gênero comédia, com o ator cômico Oliver Hardy.

## Elenco
- Oliver Hardy - Plump (como Babe Hardy)
- Billy Ruge - Runt
- Bert Tracy
- Ray Godfrey